# Carach Angren
I Carach Angren sono un gruppo symphonic black metal olandese attivo dal 2003.
Il nome Carach Angren significa "Bocche di Ferro" in Sindarin, una lingua artificiale creata dallo scrittore J.R.R. Tolkien. Nell'universo tolkieniano Carach Angren è il nome di un passo fortificato che collega la valle di Udûn e la pianura di Gorgoroth, situati nel nord-ovest di Mordor.

## Storia del gruppo
Il gruppo si è formato a Landgraaf nel 2003 da alcuni musicisti già membri di gruppi come Inger Indolia e Vaultage.
Il primo album in studio Lammendam viene diffuso nell'aprile 2008. Si tratta di un concept album riguardante le rovine di un castello infestato da un fantasma donna con un abito bianco.
L'album Death Came Through a Phantom Ship esce nel febbraio 2010 e anche in questo caso si narra di fantasmi attraverso una reinterpretazione dell'Olandese Volante.
Where the Corpses Sink Forever, nel maggio 2012, sigla il debutto su Season of Mist). Questo è il terzo album in studio, contenente riferimenti alla prima guerra mondiale, alla seconda ed alla guerra del Vietnam.
Nel febbraio 2015 è la volta di This Is No Fairytale, album riguardante diverse storie con riferimenti a fiabe famose (tutte basate sulla violenza), gli abusi e traumi infantili.
Poi, nel giugno del 2017, viene pubblicato il quinto album in studio Dance and Laugh Amongst the Rotten. Sempre tramite l'etichetta francese Season of Mist.
Il 26 giugno 2020 è uscito l'ultimo album della band olandese, Franckensteina Strataemontanus, che vede alla batteria "Namtar". Come anteprima, è stato diffuso il lyric video di Monster, Der Vampyr Von Nurnberg e Operation Compass.

## Formazione

### Componenti
- Dennis "Seregor" Droomers – voce, chitarra (2003-presente)
- Clemens "Ardek" Wijers – tastiere, piano, orchestrazione, cori (2003-presente)

### Ex componenti
- Ivo "Namtar" Wijers – batteria, percussioni (2003-2020)

## Discografia

### Album in studio
- 2008 – Lammendam
- 2010 – Death Came Through a Phantom Ship
- 2012 – Where the Corpses Sink Forever
- 2015 – This Is No Fairytale
- 2017 – Dance and Laugh Amongst the Rotten
- 2020 – Franckensteina Strataemontanus

### EP
- 2005 – Ethereal Veiled Existence

### Singoli
- 2011 – The Ghost of Raynham Hall

### Demo
- 2004 – The Chase Vault Tragedy